# Sabalicola sabalensioides
Sabalicola sabalensioides är en svampart som först beskrevs av Ellis & G. Martin, och fick sitt nu gällande namn av K.D. Hyde 1995. Sabalicola sabalensioides ingår i släktet Sabalicola och familjen kolkärnsvampar.   Inga underarter finns listade i Catalogue of Life.